# Theoretischer Monismus
Theoretischer Monismus ist in der Wissenschaftstheorie die dem Theorienpluralismus entgegengesetzte Position; danach kann nur eine einzige Theorie (bzw. höchstens eine Menge miteinander logisch konsistenter Theorien) für ein bestimmtes Wissensgebiet als wahre und sichere Erkenntnis auftreten.
Da der Certismus im Gegensatz zum Fallibilismus eine absolut sichere Basis der Letztbegründung zur logischen Ableitung aller theoretischen Wahrheiten zu finden strebt, so kann es für ihn nur eine einzige Theorie geben. Was mit dieser inkonsistent ist, kann nicht anders als falsch sein.
Das Fundament der Erkenntnis soll über eine Wahrheitsgarantie verfügen, wie etwa vom Positivismus hergestellt im Rekurs auf die „feste Basis“ der gegebenen Sinnesdaten. Hinzu tritt die Forderung nach Invarianz bzw. Stabilität der Erkenntnisbasis. Beispiele sind die methodologischen Auffassungen von Descartes, Hugo Dingler oder Moritz Schlick.
Damit ist verbunden ein Ökonomie- oder Sparsamkeitsprinzip bei der Einführung neuer Erkenntniselemente. Wenn dennoch ein neues Element eingeführt wird, so müssen widersprechende alte Bestandteile der Theorie eliminiert werden.